# Шерпур-Садар
Шерпур-Садар (бенг. শেরপুর সদর, англ. Sherpur Sadar) — подокруг на севере Бангладеш. Входит в состав округа Шерпур. Административный центр — город Шерпур. Площадь подокруга — 360,01 км². По данным переписи 1991 года численность населения подокруга составляла 381 419 человек. Плотность населения равнялась 1059 чел. на 1 км². Уровень грамотности населения составлял 19,25 %. Религиозный состав: мусульмане — 96 %, индуисты — 3 %, христиане — 0,1 %, прочие — 0,9 %.